# 행상
행상(行商)은 상품을 옮기면서 판매하는 소매업이다.

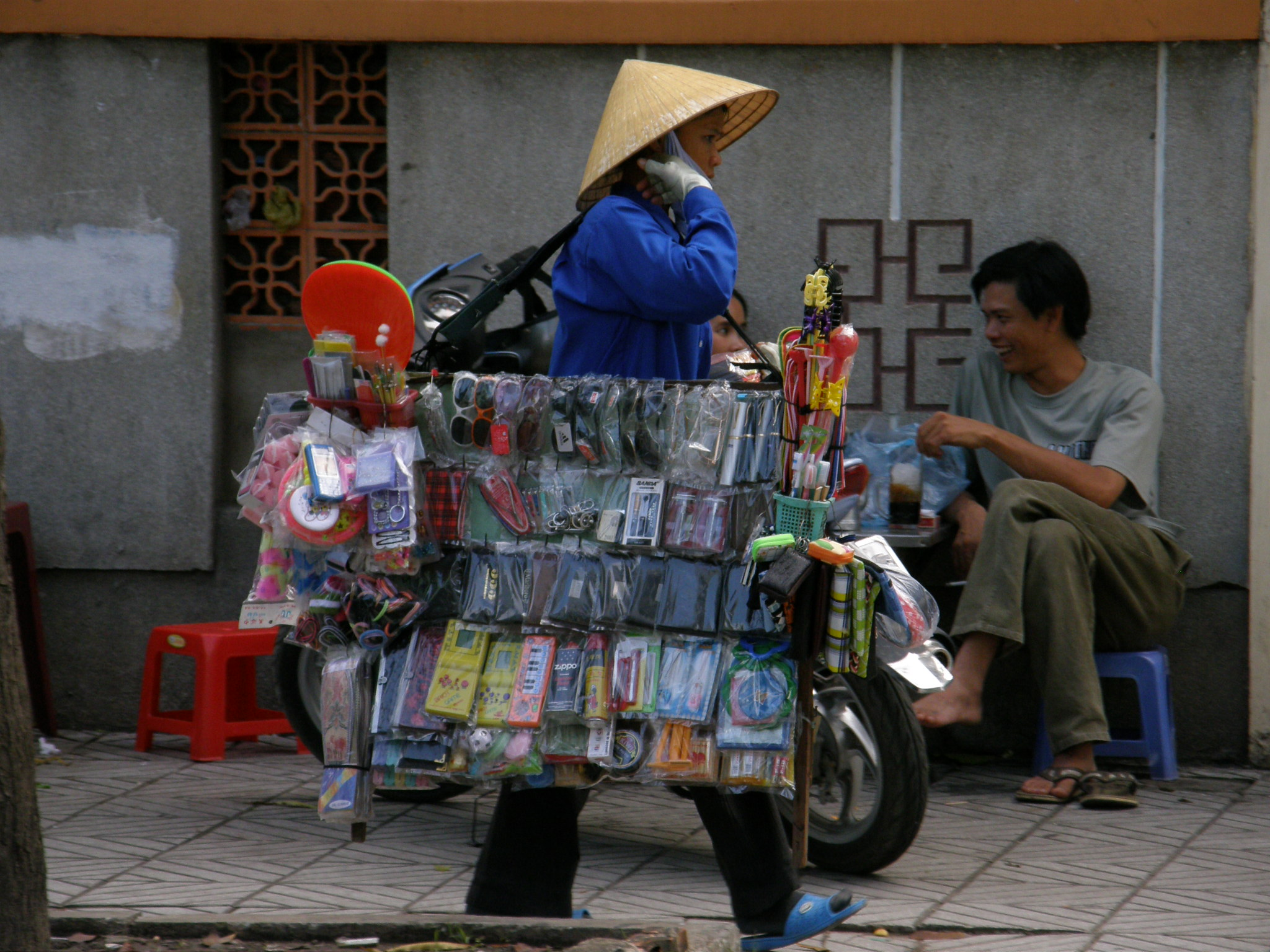
베트남의 행상인